# Österreichische Chemie Zeitschrift
Die Österreichische Chemie Zeitschrift ist eine etablierte österreichische Fachzeitschrift, die sich der gesamten chemischen Industrie widmet. Das in Österreich herausgegebene Magazin blickt auf eine über 120-jährige Geschichte zurück, deren Ursprünge im Jahr 1899 liegen.

## Geschichte
1899 als österreichische Chemiker Zeitung gegründet, nannte die Erstausgabe Hans Heger und Eduard Stiassny als die Eigentümer und Verleger. Von Beginn an fungierte das Blatt als offizielles Organ des Vereins Österreichischer Chemiker in Wien (heute GÖCH).
Nach dem Zweiten Weltkrieg übernahm der Springer Verlag die Herausgabe der Österreichischen Chemiker Zeitung, die weiter als Vereinsorgan der Österreichischen Chemiker erschien. 1967 stellte der Springer Verlag die „Österreichische Chemiker Zeitung“ ein und publizierte nur mehr die rein wissenschaftlichen „Monatshefte für Chemie“. Das Nachfolgeorgan die „Allgemeine und Praktische Chemie“ erschien im Verlag Leitner als Österreichisches Zentralblatt für Chemie und Kunststoffe in Wissenschaft, Technik und Wirtschaft, wurde aber 1973 eingestellt. Als Nachfolgeorgan entstand 1974 die Österreichische Chemie Zeitschrift im Verlag Lorenz, Wien. Sie war bis 1994 offizielles Organ der Gesellschaft österreichischer Chemiker. 2009 ging die Zeitschrift in den Welkin Media Verlag, ebenfalls in Wien über und besteht bis heute.

## Blattlinie
Die Österreichische Chemie Zeitschrift hat das Ziel, ihrem spezialisierten Leserkreis innerhalb der chemischen Industrie aktuelle Nachrichten, Entwicklungen und Forschungsergebnisse zu liefern. Sie versteht sich als „Traditionsmagazin für die gesamte Chemie-Wirtschaft“. Die Online-Präsenz der Zeitschrift unter chemie-zeitschrift.at dient als Nachrichtenportal, das zeitnahe Informationen und Einblicke in die chemische Industrie bietet. Diese digitale Präsenz ermöglicht eine schnelle Verbreitung von Nachrichten und die Interaktion mit einem breiteren Publikum. Historisch gesehen umfasste die Struktur der Zeitschrift wissenschaftliche Artikel, allgemeine Nachrichten und Berichte von Chemieverbänden. Obwohl die aktuelle Struktur abweichen mag, bleibt der Fokus auf der Bereitstellung relevanter Informationen für Fachleute im chemischen Bereich. Die Inhalte decken ein breites Themenspektrum ab, darunter Materialwissenschaft und Werkstofftechnik, Umweltstandards im Zusammenhang mit erneuerbarem Kohlenstoff, Logistik in der chemischen Industrie, Finanznachrichten, Labor und Forschung die den Sektor beeinflussen. Neben Nachrichten und Entwicklungen präsentiert die Zeitschrift auch Forschungsberichte, Anwenderberichte, die praktische Anwendungen chemischer Produkte und Technologien aufzeigen, sowie Produktneuheiten, die die neuesten Innovationen der Branche hervorheben. In unregelmäßigen Abständen werden auch wissenschaftliche Artikel publiziert.
Parallel erscheint mit Lebensmittel-&Biotechnologie ein Sonderheft in gleicher Frequenz.